# Sikhara

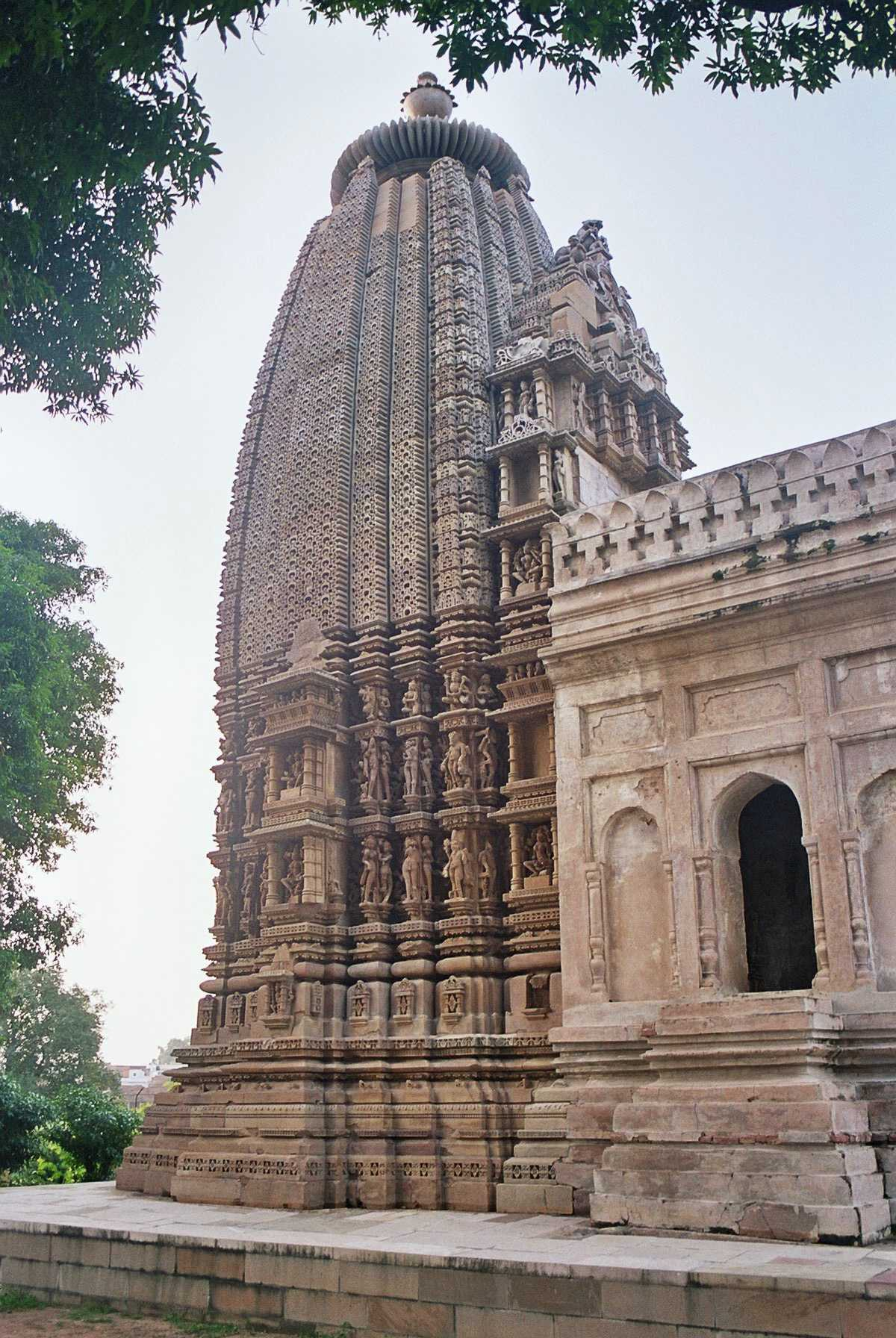
Sikhara en Khajuraho.

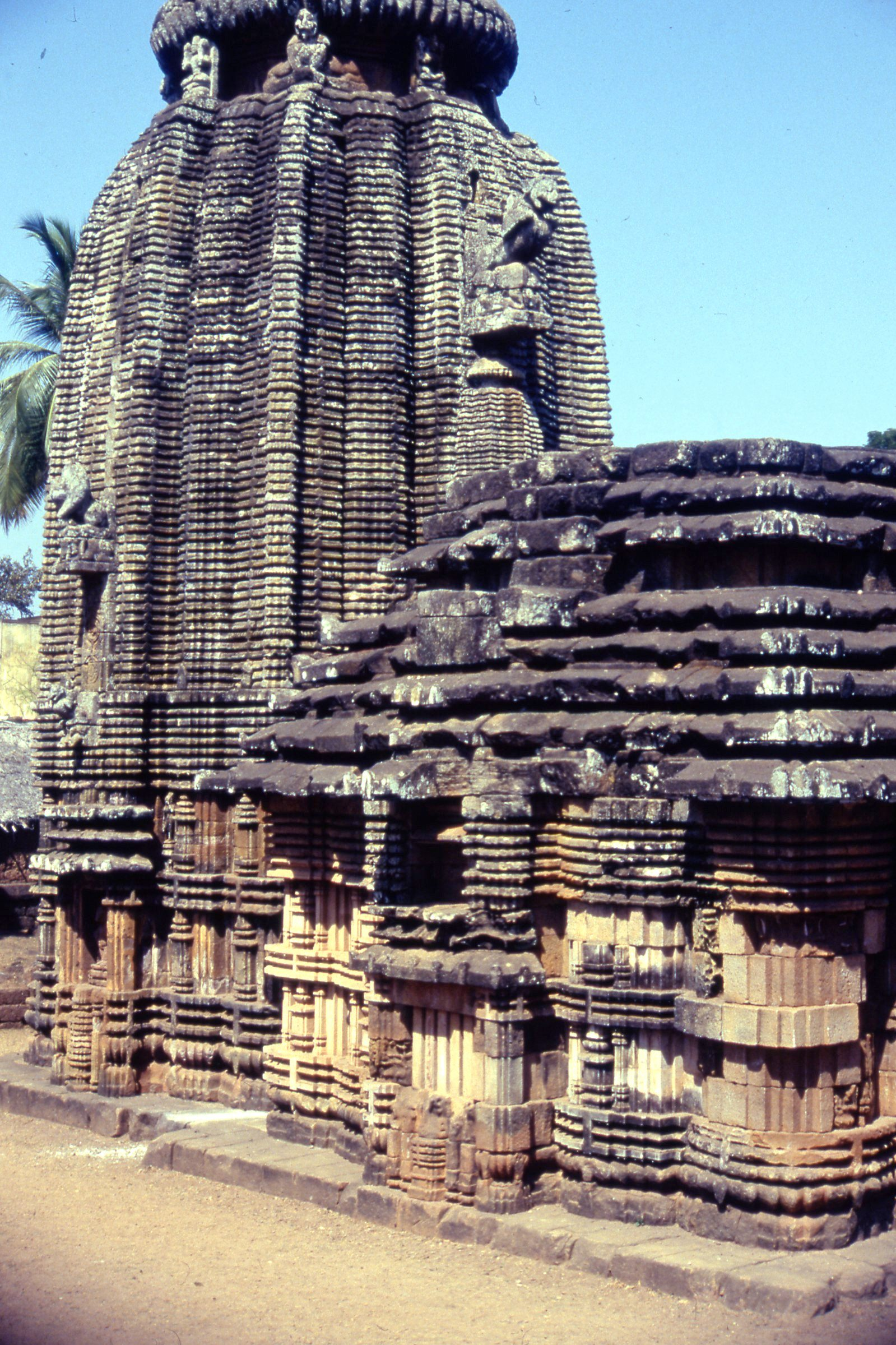
Vista lateral de un śikhara en un templo proveniente del estado de Odisha

Sikhara, shikhara  o śikhara (en sánscrito, 'pico montañoso') es la denominación dada a una forma de mandir o templo típico de la India septentrional, también conocido como nāgara.
Aunque propiamente la denominación śikhara corresponde a la cubierta o "techado" principal que cubre al "sancta sanctorum" de los templos hinduistas en el norte de la India, la palabra (que se pronuncia con una s próxima a la sh y con la k seguida de la h aspirada) frecuentemente se usa para referirse a todo templo que tenga una cubierta con tal estructura. 

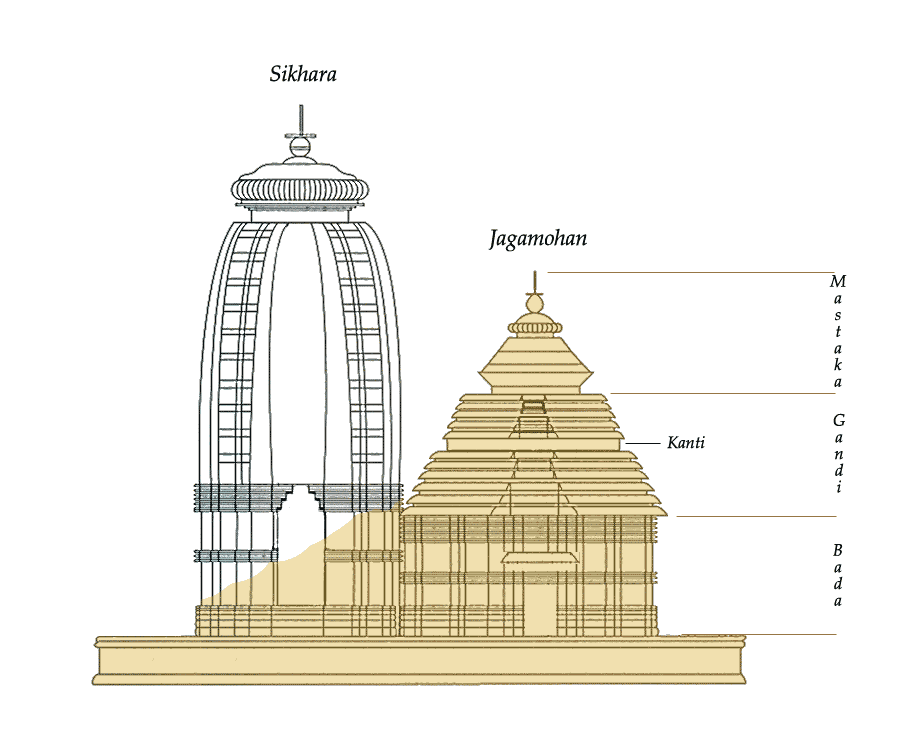
Plano que muestra, en sección perfilada la forma típica de un śikhara, en este caso el derruido que poseía el templo de Konark.

Las cubiertas en śikhara surgen a partir del periodo post Gupta hacia el siglo VII.

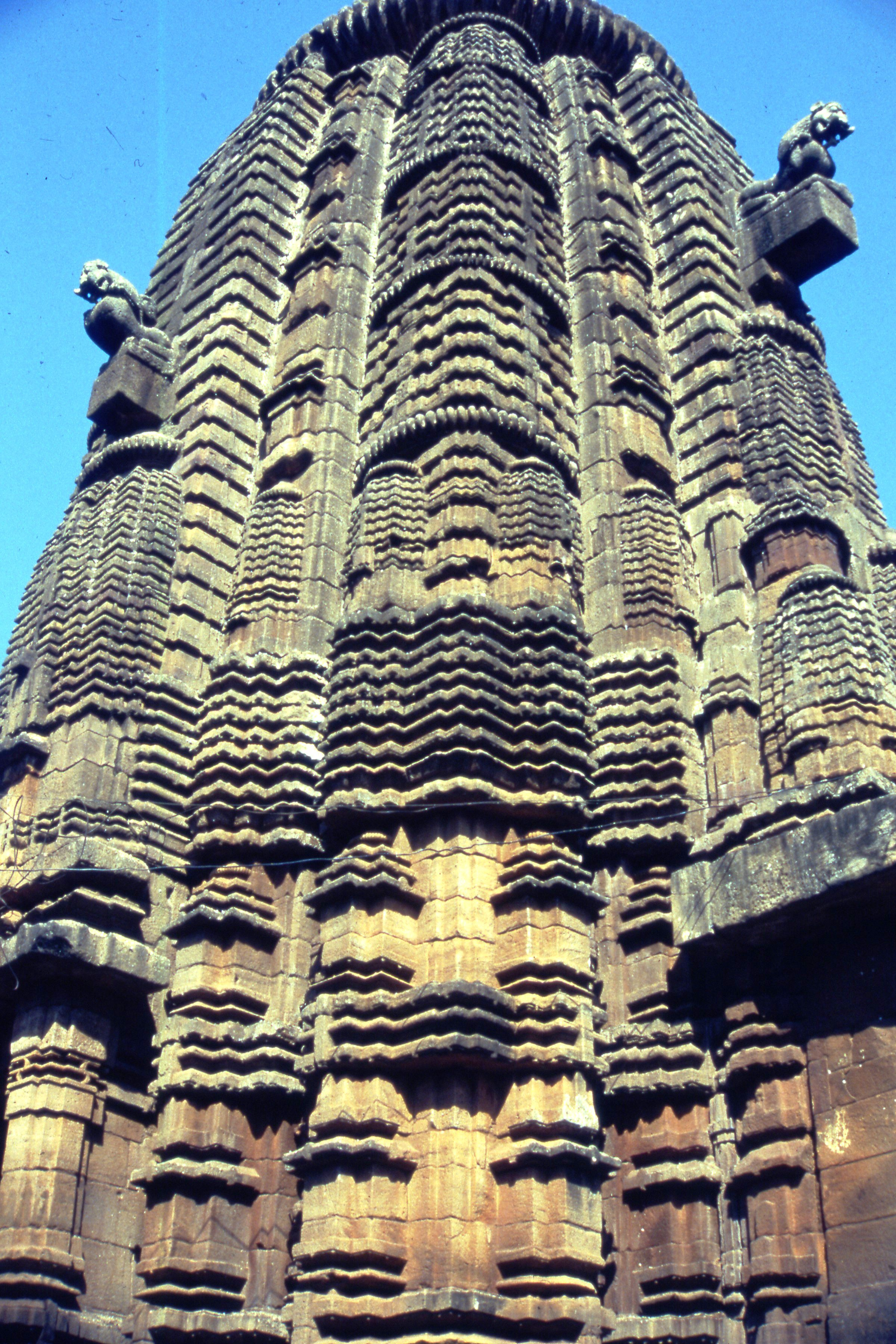
Vista en contra picado de un śikhara en un templo del estado de Odisha

Estas estructuras se originan en tejados dispuestos en forma de cono, para esto el ensamblaje de tales tejados ha solido ser a modo de una cesta, luego su arquitectura ha evolucionado hasta la forma campaniforme (forma de campana muy alta y estrecha), esto es: se eleva y se incurva progresivamente en aristas curvilíneas constituyendo un gran cono cuya superficie suele estar recubierta por una tracería de arco conopial denominada drashala que suele imitar a enredaderas. Tradicionalmente en su cumbre se encuentra un tambor circular (griva) rematado o sobremontado por un āmalaka, piedra circular con forma de cojín. El āmalaka suele estar rematado por el kalasa, una pieza simbólica como vaso ritual o cáliz que se coloca cuando se consagra el templo. 
La estructura más característica de un śikhara se compone de pequeños pisos aparentes que forman una suerte de reticulado semejante a un panal de abejas. Tales pisos suelen estar profusamente adornados con esculturas simbólicas.
Una variante al diseño típico es el añadido a, cada lado del śikhara, de agujas.
Además de las torres ahusadas y convexas hay tipos rectilíneos y más pequeños, generalmente usados sobre los salones "mandapa" de los templos.
En la India meridional se encuentran construcciones comparables, las vimanam que, pese a las apariencias, deben diferenciarse de las puertas-torres llamadas gopuram.
Nota Bene: la palabra sikhara es paronomásica de shikara, pero shikara alude a un objeto muy distinto: a ciertas embarcaciones lacustres de Cachemira.